# Копань (Дубенський район)
Кóпань — село в Україні, у Демидівській селищній громаді Дубенського району Рівненської області. Населення становить 104 осіб.

## Географія

### Розташування
На Заході України; західно-південної частини Рівненської області; за кілька кілометрів від Волинської області.

### Місцевості
Село досить компактно розташоване і на сьогоднішній час немає поділу на окремі місцевості. В різні історичні періоди до села відносили віддалені хутори, які зараз є закинуті.

## Історія

### Російський період
19 ст

Околиці села на російській карті 1873 року

7 (20) листопада 1917 року, відповідно до Третього Універсалу Української Центральної Ради, увійшло до складу Української Народної Республіки.

### Незалежна Україна
У 2014 році розпочато будівництво радіотелепередавальної станції висотою 110 м, яка має забезпечити стабільним телесигналом прилеглі населені пункти Демидівського, Млинівського, Радивилівського і Дубнівського районів на околиці села. У майбутньому з'явиться можливість приймати місцеві радіостанції та телебачення
в ефірі.
12 червня 2020 року, відповідно до розпорядження Кабінету Міністрів України № 722-р від «Про визначення адміністративних центрів та затвердження територій територіальних громад Рівненської області», увійшло до складу Демидівської селищної громади Демидівського району.
19 липня 2020 року, в результаті адміністративно-територіальної реформи та ліквідації Демидівського району, село увійшло до складу Дубенського району.

## Населення
За переписом населення України 2001 року в селі мешкало 120 осіб.

### Мова
Розподіл населення за рідною мовою за даними перепису 2001 року:
| Мова       | Відсоток |
| ---------- | -------- |
| українська | 96,72 %  |
| російська  | 3,28 %   |

## Економіка
Провідна галузь — одноосібне сільське господарство.

## Транспорт
Через село пролягає траса Рівне-Перемишляни, проблем із автобусним сполученням населення не відчуває. Можна дістатись прямими рейсами до Демидівки, Рівного, Луцька, Дубна, Берестечка, Львова, Києва.

## Релігія
В селі є церква та цвинтар. Прихожанами церкви є жителі с. Копань і с. Глибока Долина.

## Відомі люди
- Теслюк Віталій Дмитрович (? - 01.03.2022) — старший солдат Збройних сил України, учасник російсько-української війни. Загинув у Запорізькій області[9]. Орден "За мужність" ІІІ ступеня (березень 2022 року, посмертно)[10] .